# 埼玉県立川越高等学校
埼玉県立川越高等学校（さいたまけんりつ かわごえこうとうがっこう）は、埼玉県川越市郭町に所在する県立男子高等学校。
通称は、川高（かわたか）。

## 概要
川越城跡に存在し、校庭の隣には本丸御殿がある。私服での通学が認められている。最寄駅は、西武新宿線本川越駅徒歩20分、東武東上線川越市駅徒歩25分。
生徒憲章
1969年、いわゆる70年安保の社会潮流を背景として、生徒有志によって従来の「生徒心得」を見直そうとする動きが起こり、これがきっかけとなって翌1970年に生徒憲章が制定された。以来、集会への参加やサークル結成の自由、掲示・印刷物の発行等の表現の自由、各自の自由意志に基づく服装（私服校）などを保障している。
授業
埼玉県下初の試みとして、2004年度から従来以上の年間取得単位数を確保しながら、休日や行事日、放課後の部活動の時間を犠牲にしない70分授業を展開していた。2008年からは、再び50分授業となり、隔週の土曜授業になっている。体育の授業では、1学期はほぼ1500メートル走を行うことになる。学年別で基準タイム（1年生は5分40秒、2・3年生は −5、−10秒）が設けられている。
国際交流
オーストラリア・ケアンズのセント・オーガスティン・カレッジとの姉妹校提携を締結。隔年で交互に夏季休業中に希望者を募り、ホームステイ・短期留学を行っていた。
強歩大会
毎年11月頃に行われる行事。かつては夏前に行われていたが、1980年5月、数名が熱中症で病院に搬送となったことが報道されたこともあり、翌年からは十分に涼しくなった季節に行われるようになった。1969年にそれまでの10kmマラソン大会に代えて、おおむね現在の入間川～越辺川左岸に設置された森林公園自転車道に沿って、高坂神社までの約21kmのコースを在学生全員で歩いたり走ったりした大会に端を発し、その後奥武蔵ハイキングコースを軸に各々30km程の3コースが設定され、在校生は3年で全コース歩くこととなった。2006年の大会から2コースに削減され、2018年は芦ヶ久保～吾野間の1コースのみとなっている。2019年は 令和元年東日本台風（台風19号）の影響で、2020年は新型コロナウイルスの影響によりやむを得ず中止となったが、2021年に国営武蔵丘陵森林公園で3年振りに大会が開催された。2022年においては、武蔵横手～吾野駅間の約20kmにもなるほぼ例年通りのコースで行われた。
くすのき祭
文化祭に該当する行事であり、例年9月の第一土曜日および日曜日に開催される。名称は、高校創立当初からあるとされる正門前の2本のクスノキに由来する。1969年に旧来の川高文化祭に代わる名称を生徒会が公募し、在学生投票により命名され、同年秋以来用いられている。映画｢ウォーターボーイズ｣の影響から、2002年には30690人が来校した。2016年においても約18,000人が来校するなど、高校の文化祭としては異例の盛り上がりを見せる。門班と呼ばれる集団が毎年正門に、現実に存在する城、教会などをモデルとした巨大な門を作ることでも知られ、10m超の高さをはじめ、その出来栄えは高校文化祭として傑出している。映画化もされた男子のシンクロナイズスイミング、女装大会、応援部による演舞などが人気の演目として知られている。
開催当日は、川越駅、本川越駅から川越高校直通の臨時バスが運行されている。

## 沿革
- 1899年（明治32年） - 埼玉県入間郡川越町に埼玉県第三尋常中学校が開校する。
- 1901年（明治34年） - 埼玉県川越中学校に改称する。
- 1948年（昭和23年） - 学制改革に伴い、埼玉県立川越高等学校となる。
- 2008年（平成20年） - 川越高校定時制課程は埼玉県立豊岡高等学校（定時制）、埼玉県立狭山高等学校（全日制・定時制）と統合され、昼夜開講制のパレットスクール「埼玉県立狭山緑陽高等学校」となった（設置場所は旧狭山高校の所在地）。
- 2010年（平成22年） - 埼玉県教育委員会「進学指導重点推進校」に指定。
- 2019年（平成31年） - 進学型単位制に移行。

## 部活動
野球部は1931年春と1959年夏に甲子園に出場し、夏に1勝している。特に1931年の第8回選抜中等学校野球大会（現在の選抜高等学校野球大会）出場は春・夏を通じ、埼玉県の学校の甲子園出場の最初となった。音楽部（男声合唱）は、1964年にNHKコンクールで全国優勝。翌1965年には同コンクールで2位の成績を残し、65年秋の定期演奏会では会場の定員約1300人の川越市民会館大ホールの前売り券が瞬く間に売り切れ、2回入れ替え制で行い、聴衆はのべ2500人強であった。
近年は、弓道部、放送部、音楽部、新聞部、古典ギター部、弦楽合奏部、美術部、演劇部、陸上競技部などが全国大会に出場している。特に弓道部は、第23回全国高等学校弓道選抜大会（平成17年3月東京・明治神宮）で男子団体準優勝・技能優秀賞を受賞している。

### 水泳部の「男子シンクロナイズドスイミング」
「くすのき祭」では、水泳部の男子シンクロナイズドスイミングが話題となっている。1999年にニュースステーションで取り上げられた特集を、映画会社のプロデューサーが目にしたことによって2001年『ウォーターボーイズ』として映画化、さらにその後にテレビドラマ化され、全国的に大きく脚光を浴びることとなった。
この男子シンクロナイズドスイミングは、1986年に、県の新人戦と日程が重なり「くすの木祭」に参加できなかった有志6名、３年生となり「何か学生時代に心に残る面白いことをしよう！」と試みたことがきっかけである。ドキュメンタリーが「にんげんドキュメント」（NHK総合）や「スーパーテレビ情報最前線」（日本テレビ）で放送され、ウォーターボーイズの映画が公開された頃から入場者数も数万人単位となり、2002年度には過去最高の30,690人を記録した。

## SSH
2006年（平成18年）、初めてスーパーサイエンスハイスクール (SSH) 指定校（5年間）となり、研究テーマを「知の融合」として全国トップ評価を得るなどして実績を上げた。その結果、2011年（平成23年）2度目のSSH指定（5年間）を受け、研究テーマに「知の継承」を加える。2016年（平成28年）に3度目の申請をしたが、指定には至らなかった。現在ではSSH時代の取り組みの成果を生かし、「総合的な探究の時間」内で、主題を希望選択する「川高サイエンス探究」として継承されている。

## 著名な関係者
学術研究
- 梶田隆章 - 東京大学宇宙線研究所所長、2015年ノーベル物理学賞受賞
- 礒田正美 - 筑波大学教授
- 大栗博毅 - 東京大学教授
- 大河内泰樹 - 京都大学教授
- 大槻知明 - 慶應義塾大学教授
- 加藤秀一 - 明治学院大学教授
- 小宮一仁 - 千葉工業大学学長
- 齊藤正彰 - 北海道大学教授
- 篠原久典 - 名古屋大学教授
- 田村文生 - 神戸大学准教授
- 藤村龍至 - 東京芸術大学准教授
- 丸木清美 - 埼玉医科大学創設者
- 山川一陽 - 日本大学名誉教授
- 横田正夫 - 日本大学教授、日本心理学諸学会連合理事長、日本心理学会理事長、日本アニメーション学会会長
- 吉田裕 - 一橋大学名誉教授、東京大空襲・戦災資料センター館長
- 和田雄二 - 東京工業大学名誉教授、元日本電磁波エネルギー応用学会理事長

文学
- 内田康夫 - 小説家
- 奥泉光 - 小説家（1994年芥川賞受賞）
- 盛田隆二 - 小説家
- 本橋信宏 - 小説家、評論家
- 冲方丁 - ライトノベル作家、SF作家
- 矢野龍王 - 推理作家
- きただりょうま - 漫画家
- 柾木政宗 - 小説家

マスコミ
- 山本浩 - 元NHKアナウンサー、法政大学教授
- 小久保知之進 - テレビ朝日アナウンサー
- 辛坊治郎 - 大阪綜合研究所代表、読売テレビ報道局解説委員・アナウンサー
- 森下和哉 - NHKアナウンサー
- 杉岡英樹 - NHKアナウンサー
- 新井直之 - NHKディレクター
- 内田勝 - 週刊少年マガジン編集長
- 広瀬和生 - 雑誌編集者、音楽評論家、落語評論家、プロデューサー

スポーツ
- 家村相太郎 - 元プロ野球選手
- 石原繁三 - 元プロ野球選手(中退)
- 綿貫惣司 - 元プロ野球選手
- 杉本友 - 元プロ野球選手、ヤクルトスワローズ投手
- 北川智規 - 元プロ野球選手、オリックス・ブルーウェーブ投手
- 川俣則幸 - 元2002年W杯サッカー日本代表Gkコーチ
- 片山瑛一 - プロサッカー選手、清水エスパルス

政界・官界・財界
- 山本康二 - 実業家、アリババマーケティング（現 グローバルパートナーズ）創業者社長、元光通信常務取締役
- 根岸秋男 - 明治安田生命社長、生命保険協会会長
- 辛坊正記 - 実業家
- 笹森清 - 元日本労働組合総連合会会長
- 井上勝 - 安田信託銀行副社長
- 中野清 - 衆議院議員、厚生労働副大臣
- 矢島恒夫 - 衆議院議員
- 田畑毅 - 衆議院議員
- 塩川鉄也 - 衆議院議員
- 長峰宏芳 - 第117代埼玉県議会議長
- 川合善明 - 埼玉県川越市長、弁護士
- 藤本正人 - 埼玉県所沢市長
- 細田栄蔵 - 埼玉県飯能市長（中退）
- 市川宗貞 - 埼玉県飯能市長
- 小山誠三 - 埼玉県飯能市長
- 田中龍夫 - 埼玉県入間市長
- 石川清 - 埼玉県坂戸市長
- 藤縄善朗 - 埼玉県鶴ヶ島市長（中退）
- 関眞 - 埼玉県日高市長
- 新井康之 - 埼玉県越生町長
- 福田香史 - 三重県四日市市議会議員（中退）
- 鏡武 - 駐アイルランド大使、中東調査会副理事長
- 塩川修 - 埼玉県副知事、埼玉県公安委員会委員長
- 三上明輝 - 内閣府迎賓館長、日本学術会議事務局長、内閣府政策統括官（政策調整担当）
- 滝口学 - 東京都荒川区長

芸術
- 荻久保和明 - 作曲家、東邦音楽大学特任教授
- 内田静馬 - 版画家
- 関根伸夫 - 現代芸術家、彫刻家
- 岩崎勝平 - 洋画家
- 不可思議/wonderboy - ポエトリーラッパー

その他
- 荒井裕樹 - 弁護士。青色発光ダイオード中村裁判原告側弁護団
- 手塚マキ - ボランティア団体「夜鳥の界」リーダー。ホストクラブ経営者。
- 国崎定洞 - 東京帝国大学の衛生学者。
- 吉川勇一 - 活動家 [東京大学]中退。代々木ゼミナール元講師
- 本多延嘉 - 活動家 元革命的共産主義者同盟全国委員会（中核派）書記長
- 脇田潤 - 作曲家・ゲームクリエイター
- 眞島真太郎 - アルテピアッツァ代表取締役・ゲームクリエイター
- 金井純一 - 映画監督・脚本家
- 森義隆 - 映画監督
- 川北茂澄 - お笑い芸人 / 真空ジェシカ

教諭
- 松本成二 - 元・本学国語科教諭、吹奏楽部顧問
- 宇波彰 - 元・本学英語科教諭
- 牧野統 - 元・本学音楽部顧問